# Prisma hexagonal parabiaumentado
Em geometria, o prisma hexagonal parabiaumentado é um dos sólidos de Johnson (J55). Como o nome sugere, pode ser construído aumentando-se um prisma hexagonal ao juntar-se duas pirâmides quadradas (J1) a duas de suas faces, não adjacentes e opostas entre si.